# گودک قوبو
گودک قوبو (به لاتین: Gödəkqobu) یک منطقه مسکونی در جمهوری آذربایجان است که در شهرستان زردآب واقع شده‌است. گودک قوبو ۱۳۶۳ نفر جمعیت دارد.